# استیو رو
استیو رو (انگلیسی: Steve Rowe) کارآفرین، بازرگان و مدیر ارشد اجرایی بریتانیایی است، که در حال حاضر به‌عنوان مدیر عامل شرکت مارکس اند اسپنسر فعالیت می‌کند.